# Stasimopus kentanicus
Stasimopus kentanicus là một loài nhện trong họ Ctenizidae. S. kentanicus được miêu tả năm 1903 bởi William Frederick Purcell.